# Anna Pantinat i Hernández
Anna Pantinat i Hernández   (Barcelona, 10 de novembre de 1977) és una poeta i música catalana.
Va estudiar poesia a l'Escola d'Escriptura de l'Ateneu Barcelonès, amb Laura López i Andreu Subirats com a professors. El 2010 va guanyar el 2n Premi de poesia de La Vanguardia, el 2012 va guanyar Premi Ventura Gassol de La Selva del Camp, el 2013 el Premi Joan Duch de Juneda i el 2018 el Premi Miquel Àngel Riera de Poesia i el Premi Ciutat de Manacor.

## Obra publicada
- 2012: Mar a rems. Escola d'Escriptura de l'Ateneu Barcelonès, diversos autors[6]
- 2012: De repente un verano. Burka Ediciones[7]
- 2013: Construcció de la nit. Editorial Fonoll[8]
- 2014: De sobte, un estiu. Labreu[9]
- 2018: Qui no s'anomena. Món de Llibres[10]